# Almudaina d'Artà
L'Almudaina d'Artà, és un petit recinte emmurallat, d'origen islàmic, que conté el santuari de Sant Salvador. Es troba dalt d'un turó al municipi d'Artà, a Mallorca.